# Mitternacher Ohe (Naturschutzgebiet)
Die Mitternacher Ohe ist ein Naturschutzgebiet auf dem Gebiet der niederbayerischen Landkreise Freyung-Grafenau und Regen. Das 106,98 ha große Gebiet mit der Nr. NSG-00240.01 wurde im Jahr 1985 unter Naturschutz gestellt.

## Lage
Das Gebiet erstreckt sich verästelt entlang der Mitternacher Ohe und ihrer Zuflüsse auf dem Gebiet der Gemeinden Eppenschlag, Innernzell und Kirchdorf im Wald. Auf den Landkreis Freyung-Grafenau entfallen 76,70 ha und auf den Landkreis Regen 30,28 ha.
Am nordwestlichen Rand des Gebietes verläuft die REG 9, am nordöstlichen die B 85. Die B 533 führt südlich vorbei.

## Bedeutung
Es handelt sich um einen im Bayerischen Wald fließdynamisch selten gewordenen Gewässerabschnitt mit gefährdeten Tier- und Pflanzenarten.